# Liste der Baudenkmäler in Much
Die Liste der Baudenkmäler in Much enthält die denkmalgeschützten Bauwerke auf dem Gebiet der Gemeinde Much im Rhein-Sieg-Kreis in Nordrhein-Westfalen (Stand: September 2011). Diese Baudenkmäler sind in der Denkmalliste der Gemeinde Much eingetragen; Grundlage für die Aufnahme ist das Denkmalschutzgesetz Nordrhein-Westfalen (DSchG NRW).

## Liste
| Bild                                        | Bezeichnung                                                          | Lage                                         | Beschreibung         | Bauzeit             | Eingetragen seit | Denkmal- nummer |
| ------------------------------------------- | -------------------------------------------------------------------- | -------------------------------------------- | -------------------- | ------------------- | ---------------- | --------------- |
|                                             | Votivkreuz aus Sandstein                                             | Altenhof                                     |                      |                     |                  | 1               |
|                                             | Steinwegekreuz                                                       | Amtsknechtswahn                              |                      |                     |                  | 120             |
|                                             | Sandsteinkreuz                                                       | Bennrath 37                                  |                      |                     |                  | 128             |
|                                             | Votivkreuz                                                           | Berzbach                                     |                      |                     |                  | 5               |
|                                             | Votivkreuz aus Sandstein                                             | Birrenbachshöhe (L224)                       |                      |                     |                  | 6               |
|                                             | Votivkreuz aus Sandstein                                             | Birrenbachshöhe 70                           |                      |                     |                  | 7               |
|                                             | Wegekreuz aus Sandstein                                              | Bitzen                                       |                      |                     |                  | 9               |
|                                             | Votivkreuz                                                           | Bövingen                                     |                      |                     |                  | 10              |
|                                             | Votivkreuz                                                           | Bövingen                                     |                      |                     |                  | 11              |
|                                             | Votivkreuz aus Sandstein                                             | Bröl                                         |                      |                     |                  | 12              |
|                                             | Votivkreuz aus Sandstein                                             | Engeld                                       |                      |                     |                  | 15              |
| Votivkreuz aus Sandstein                    | Votivkreuz aus Sandstein                                             | Fischermühle                                 |                      |                     |                  | 17              |
|                                             | Wegekreuz aus Sandstein                                              | Herfterath vor Hs. 16                        |                      |                     |                  | 136             |
|                                             | Kapelle Maria in der Not                                             | Hohr                                         |                      |                     |                  | 42              |
|                                             | Votivkreuz, sandsteingeschlämmt                                      | Hohr                                         |                      |                     |                  | 18              |
|                                             | Wegekreuz aus Sandstein                                              | Hündekausen bei Nr. 71                       |                      |                     |                  | 21              |
|                                             | Votivkreuz aus Sandstein                                             | Köbach                                       |                      |                     |                  | 22              |
| kath. Pfarrkirche St. Johann Baptist        | kath. Pfarrkirche St. Johann Baptist                                 | Kreuzkapelle                                 |                      |                     |                  | 24              |
|                                             | Votivkreuz aus Sandstein                                             | Leuscherath                                  |                      |                     |                  | 26              |
|                                             | Kreuzwegstationen Oligsberg (Wahnbachtalstraße) (Roßbruch) (Stompen) | Loßkittel                                    |                      |                     |                  | 29              |
|                                             | Wegekapelle                                                          | Marienfeld Am Heidgen                        |                      |                     |                  | 3               |
|                                             | Wegekreuz (Schule)                                                   | Marienfeld Dorfstr. 25                       |                      |                     |                  | 16              |
| Kath. Pfarrkirche St. Mariä Himmelfahrt     | Kath. Pfarrkirche St. Mariä Himmelfahrt                              | Marienfeld Dorfstr. 27                       |                      |                     |                  | 37,1+2          |
|                                             | Friedhofskreuz und Grabmal von Pfarrer Molls                         | Marienfeld Friedhof                          |                      |                     |                  | 35              |
|                                             | Grabkreuz Johann Thelen                                              | Marienfeld Friedhof                          |                      |                     |                  | 132             |
|                                             | Votivkreuz aus Sandstein                                             | Marienfeld Oberdörfer Str.                   |                      |                     |                  | 33              |
|                                             | hohes Eichenkreuz                                                    | Marienfeld Oberdörfer Str. 19                |                      |                     |                  | 34              |
|                                             | Votivkreuz aus Sandstein                                             | Marienfeld Tannenweg                         |                      |                     |                  | 31              |
|                                             | Votivkreuz aus Sandstein                                             | Marienfeld Tannenweg 6                       |                      |                     |                  | 32              |
|                                             | Votivkreuz aus Sandstein                                             | Marienfeld Thelenstr. 1                      |                      |                     |                  | 30              |
|                                             | Wegekreuz aus Sandstein                                              | Markelsbach an B56                           |                      |                     |                  | 39              |
|                                             | Wegestock aus Sandstein                                              | Much Berghausenstr.                          |                      |                     |                  | 111             |
| Sandsteinkreuz                              | Sandsteinkreuz                                                       | Much Dr.-Wirtz-Straße                        |                      |                     |                  | 46              |
| neugotisches Hochkreuz aus Sandstein        | neugotisches Hochkreuz aus Sandstein                                 | Much Friedhof                                |                      |                     |                  | 44              |
| Grabmal                                     | Grabmal                                                              | Much Friedhof                                | Sandstein-Grabstätte |                     |                  | 88              |
|                                             | Wegekreuz aus Sandstein                                              | Much Gippenstein                             |                      |                     |                  | 43              |
|                                             | Wegestock                                                            | Much Hauptstr. 25                            |                      |                     |                  | 62              |
|                                             | Wegekreuz aus Sandstein                                              | Much Kirchplatz                              |                      |                     |                  | 54              |
| weitere Bilder                              | kath. Pfarrkirche St. Martinus                                       | Much Kirchplatz                              |                      |                     |                  | 60              |
| Ölbergaltar                                 | Ölbergaltar                                                          | Much Kirchplatz                              |                      |                     |                  | 113             |
|                                             | ehem. St. Josefs-Krankenhaus                                         | Much Klosterstr.                             |                      |                     |                  | 52              |
| Haus Reichenstein 1 und Wegekreuz Sandstein | Haus Reichenstein 1 und Wegekreuz Sandstein                          | Much Reichenstein 1                          |                      | wahrscheinlich 1911 |                  | 28              |
|                                             | Votivkreuz aus Sandstein                                             | Müllerhof 13                                 |                      |                     |                  | 65              |
|                                             | Votivkreuz aus Sandstein                                             | Müllerhof 30                                 |                      |                     |                  | 66              |
|                                             | neugotisches Wegekreuz                                               | Neßhoven 21                                  |                      |                     |                  | 67              |
|                                             | Votivkreuz                                                           | Neverdorf                                    |                      |                     |                  | 68              |
| Wegekreuz                                   | Wegekreuz                                                            | Niederbech                                   |                      |                     |                  | 70              |
|                                             | Votivkreuz aus Sandstein                                             | Niederbonrath                                |                      |                     |                  | 71              |
|                                             | Votivkreuz aus Sandstein                                             | Niederbonrath 17                             |                      |                     |                  | 72              |
|                                             | Votivkreuz aus Sandstein                                             | Niederdreisbach                              |                      |                     |                  | 74              |
|                                             | Votivkreuz aus Sandstein                                             | Niederdreisbach                              |                      |                     |                  | 75              |
|                                             | Votivkreuz aus Sandstein                                             | Niederhof 1                                  |                      |                     |                  | 76              |
|                                             | Wegestock                                                            | Niedermiebach                                |                      |                     |                  | 77              |
|                                             | Votivkreuz aus Sandstein                                             | Niederwahn                                   |                      |                     |                  | 78              |
|                                             | Eichenkreuz                                                          | Oberdorf                                     |                      |                     |                  | 79              |
|                                             | Votivkreuz aus Sandstein                                             | Oberdreisbach (K35 Richtung Niederdreisbach) |                      |                     |                  | 80              |
|                                             | Votivkreuz aus Sandstein                                             | Oberdreisbach 45                             |                      |                     |                  | 81              |
|                                             | Kapelle zur schmerzhaften Mutter                                     | Oberdreisbach                                |                      |                     |                  | 83              |
|                                             | Votivkreuz aus Sandstein                                             | Oberheiden                                   |                      |                     |                  | 85              |
|                                             | Votivkreuz aus Sandstein                                             | Oberheiden                                   |                      |                     |                  | 86              |
|                                             | Wegekreuz aus Sandstein                                              | Eckhausen Richtung Oberheiden (an L360)      |                      |                     |                  | 126             |
|                                             | 2 ehem. Grabkreuze                                                   | Oberheimbach                                 |                      |                     |                  | 117             |
|                                             | Votivkreuz aus Sandstein                                             | Oberwahn                                     |                      |                     |                  | 89              |
|                                             | Wegekreuz aus Sandstein                                              | Oligsberg                                    |                      |                     |                  | 125             |
|                                             | Votivkreuz aus Sandstein                                             | Ophausen 57                                  |                      |                     |                  | 90              |
|                                             | Votivkreuz aus Sandstein                                             | Reinshagen 45                                |                      |                     |                  | 92              |
|                                             | 3 Kreuzwegstationen                                                  | Roßbruch/Oligsberg                           |                      |                     |                  | 29              |
|                                             | Sandsteinwegekreuz                                                   | Schlichenbach 3                              |                      |                     |                  | 122             |
|                                             | Holzkreuz                                                            | Sommerhausen                                 |                      |                     |                  | 112             |
| Heiligenhäuschen                            | Heiligenhäuschen                                                     | Stompen                                      |                      |                     |                  | 124             |
|                                             | Kreuzwegstation                                                      | Stompen                                      |                      |                     |                  | 29              |
| Votivkreuz                                  | Votivkreuz                                                           | Strünkerhof                                  |                      |                     |                  | 98              |
| Germana-Kapelle                             | Germana-Kapelle                                                      | Vogelsangen                                  |                      |                     |                  | 110             |
|                                             | Kapelle                                                              | Weeg                                         |                      |                     |                  | 121             |
|                                             | Votivkreuz aus Sandstein                                             | Weeg 8                                       |                      |                     |                  | 102             |
|                                             | Votivkreuz aus Sandstein                                             | Weeg 34                                      |                      |                     |                  | 103             |
|                                             | Votivkreuz aus Sandstein                                             | Wellerscheid                                 |                      |                     |                  | 104             |
|                                             | Wegekreuz aus Sandstein                                              | Wellerscheid 99                              |                      |                     |                  | 106             |
|                                             | geschlämmtes Sandsteinkreuz                                          | Wellerscheid 56                              |                      |                     |                  | 107             |

## Denkmalbereich „Ortskern Much“
Außer den in der Denkmalliste festgehaltenen Baudenkmälern legte die Gemeinde Much den Denkmalbereich „Ortskern Much“ fest, der die Grundstücke in der Gemarkung Much wie folgt umfasst (Satzung, bekanntgemacht im Mitteilungsblatt für die Gemeinde Much. Nr. 29 vom 17. Juli 1987)
Hauptstraße: Flur 28, Parzellen-Nr. 24, 26, 27, 31, 33, 36, 37, 64, 155; Flur 29, Parzellen-Nr. 14, 15, 137; Flur 31, Parzellen-Nr. 1, 2, 3, 17, 18, 19, 106, 109, 133, 134
Gartenstraße: Flur 28, Parzellen-Nr. 27, 29, 31, 74, 155
Krüttengasse: Flur 28, Parzellen-Nr. 26, 27, 64, 65, 66, 73, 74, 75, 80, 82, 83, 111
Lindenstraße: Flur 29, Parzellen-Nr. 15, 16; Flur 31, Parzellen-Nr. 1, 2, 3, 7, 8, 9, 10, 11, 12, 14, 42, 43, 44, 59, 60, 61, 62, 70, 133
Kirchplatz: Flur 31, Parzellen-Nr. 6, 7, 8, 9, 10, 11, 12, 13, 16, 134
Kompsgasse: Flur 31, Parzellen-Nr. 3, 132, 133
Kirchstraße: Flur 31, Parzellen-Nr. 14, 15, 16, 17, 34, 39, 41, 46, 47, 112, 113, 114, 116, 121, 123.